# 시거든 떫지나 말지
시거든 떫지나 말지는 1973년 공개된 대한민국의 영화이다.

## 배역
- 김순철
- 엄앵란
- 신성일